# Тајно вијеће
Тајно вијеће (њем. Geheimrat) било је савјетодавни орган монарха у Светом римском царству и Хабзбуршкој монархији.

## Свето римско царство
Тајно вијеће (њем. Geheimer Rat, Geheimes Ratskollegium, Geheimes Konseil, Geheimes Kabinett, Geheimer Staatsrat), на подручјима Светог римског царства и каснијих њемачких монархија, стајало је непосредно под владарима. Обично се под њиховим предсједавањима одлучивало о најважнијим дворским пословима и о проглашавању закона.
Претходник Тајног вијећа је било Дворско вијеће (њем. Hofrat). Састојало се од племића и правника. Били су позвани и представници аустријских насљедних земаља и Светог римског царства као савјетници, а њихови државни великодостојници били су стални чланови. Савјетнике је именовао сам владар. Када је Фердинанд постао њемачко-римски цар (1556) Дворско вијеће је постало државни орган Светог римског царства. Године 1537. из његове надлежности изузете су Хрватска и Угарска. Од тада се краљ савјетовао са угарским и хрватским савјетницима које би он именовао.

## Хабзбуршка монархија
Тајно вијеће је основао Фердинанд I (1526). Није било државно надлештво већ стално краљево вијеће чији су чланови давали краљу своје мишљење о појединим питањима. С њима би се краљ савјетовао у првом реду о спољној политици, затим о најважнијим и општим питањима унутрашње политике те о финансијским и војним питањима. Краљ би затим саслушавши све савјете сам доносио одлуке.
Чланови Тајног вијећа били су: врховни дворски мајстор, дворски канцелар, врховни дворски маршал и двоје-троје учених правника. Сви су они носили титулу тајних савјетника. Чланови Тајног вијећа били су искључиво Нијемци. Тек је 1646. године ушао један члан из угарских делова монархије.
Тајно вијеће се састајало сваки дан ујутру у двору у Бечу и претресало актуелна питања. Сједницама би само по потреби предсједавао краљ. До Леополда I број тајних савјетника толико се повећао да је он 1659. године од четворице најобразованијих тајних савјетника основао Тајну конференцију која је дјелимично преузела задатке Тајног вијећа. Ти савјетници су добили титуле редовних тајних савјетника, док су преостали спали на титуларне тајне савјетнике и бавили се само правним питањима. Њих се позивало на сједнице само онда кад би их се хтјело саслушати.
Леополд I основао је од неколико тајних савјетника и посебне комисије које су се бавиле одређеним питањима спољне политике (основане су комисије за односе са Њемачком, Француском, Венецијом, Турском итд.). Неки су савјетници могли истовремено бити чланови више комисија. За нека ванредна питања осниване су привремене ванредне комисије, док су за нека унутрашња питања, у првом реду за финансијска и војна, постављене специјалне депутације.
Јосиф I је 1705. на чело Тајне конференције поставио врховног дворског мајстора, а 1709. године подијелио је на Ужу и Ширу конференцију. Ужој конференцији додијељени су у надлежност спољни послови, а Широј унутрашњи.